# The Japanese Popstars
The Japanese Popstars sont un groupe musical nord-irlandais originaire de Derry, et composé de Declan McLaughlin (Decky Hedrock), Gary Curran et Gareth Donoghue. Ils sont distribués par le label, Gung-Ho Recordings (Gus Gus, Zoo Brazil) au Royaume-Uni, et Beatink au Japon (home of Underworld, Aphex Twin, and Cinematic Orchestra) et par Virgin Records. Le groupe a été nommé comme "Best House DJs" aux World Urban Music Awards 2006, "Best Live Performance" aux Northern Ireland Music Awards 2007 et vainqueur du "Best Live Act" aux Irish Music Awards 2008. Ils ont été désignés comme "No.1 Dance Album" par le magazine Hotpress, et ont gagné les prix "Best Live Act" et "Best Album" aux Irish Music Awards 2009. Ils remportent à nouveau le prix "Best Live Act" aux Irish Music Awards 2010.
En France, ils ont participé aux Rencontres Trans Musicales 2009 et sont à l'affiche du festival Marsatac 2010 dans le cadre d'une tournée internationale.

## Discographie

### Singles
- Rodney Trotter chez Dozer Records
- Dirty Popstars On Your Radio chez Dozer Records
- EP1 qui inclut Delboy's Revenge et Sample Whore chez Gung-Ho! Recordings
- Groove Armada Vs The Japanese Popstars Get Down chez Strictly Rhythm
- Rise Of Ulysses chez Gung-Ho! Recordings
- Face Melter chez Gung-Ho! Recordings
- We Just Are (Finalizer) chez Gung-Ho! Recordings
- B.C.T.T. chez Gung-Ho! Recordings
- "Let Go" feat. Green Velvet on Virgin Recordings

### Remixes
- Cagedbaby - 16 Lovers on Southern Fried/KSR
- Rob Hawk & MySoul - So Shockin' on Gung-Ho! Recordings
- Streetlife DJs - Yo Jay
- Groove Armada vs. The Japanese Popstars - Get Down Strictly Rhythm
- Shinichi Osawa - Star Guitar on Data Records
- The Music - Drugs on Yes Please! Recordings
- Tong & Spoon - Gas Face on Televizion
- Grand National - Cut By The Brakes on Sunday Best
- The Ting Tings - Be the One on Sony
- Beyoncé Knowles - If I Were a Boy on RCA
- Beyoncé Knowles - Single Ladies (Put a Ring on It) on RCA
- Depeche Mode - Peace on EMI
- The New Devices - Everything Good on Sony
- Benny Benassi feat. Iggy Pop - Electro Sixteen on D:Vision
- Editors - Papillon on Columbia
- Daft Punk - Arena on Walt Disney Records